# Маково (Астраханская область)
Ма́ково — село в Володарском районе Астраханской области, является центром и единственным населённым пунктом Маковского сельсовета.

## География
Село расположено в 33 км на юг от райцентра Володарского на берегу Белинского банка и ерика Сахарного в дельте Волги в 50 км от Каспийского моря

## История
27 августа 1769 г. помещику Симбирской губернии, колымскому асессору Скрипицыну были проданы из Межевой канцелярии 1000 десятин в урочищах при устье р. Басари. На купленные земли Скрипицын переселил из с. Дмитриевское, Симбирской губернии 5-6 семейств своих крепостных крестьян. Так на взморье Каспия возникло село Дмитриевское, получившее название бывшего местожительства переселенцев. До появления первых жителей на данных территориях рос густой непроходимый камыш. С течением времени камыш был истреблен и выбит из корня домашним скотом, а местности постепенно осваивались. Шли годы и менялись хозяева земли. Скрипицын продал свои земли вместе с крестьянами коллежский советнику Ивану Андреевичу Варвацию, который в 1807 году Варваций переселяет часть крестьян из с. Дмитриевское на место нынешнего села Маково (в начале также Дмитриевское), получившие название от рядом находившегося Маково бугра богатого диким маком. А часть крестьян образуют деревню Солонец. 
По данным Астраханского губернского статкомитета за 1877 год в селе проживало почти 300 человек и имелось: церковь, волостное правление, торговая лавка, питейное заведение, кузница и станционный пункт с лошадьми и лодкой. 
В 1929 году в Маково создается колхоз «им. 17 партсъезда». В 1965 году на базе объединения двух колхозов «Память Ильича» и «им. 17 партсъезда» образовался колхоз «Заветы Ильича» с центром в с. Зеленга.
7 апреля 1974 года по приказу «Главрыбвода» (г. Москва) создается «Зеленгинское рыбоводно-мелиоративное хозяйство», нынешнее ФГУ.
6 августа 2004 года в соответствии с Законом Астраханской области № 43/2004-ОЗ Маковский сельсовет наделен статусом сельского поселения.

## Население
| 2002  | 2010  | 2012  | 2013  | 2014  | 2015  | 2016  |
| ----- | ----- | ----- | ----- | ----- | ----- | ----- |
| 1190  | ↘1096 | ↗1103 | ↘1100 | ↗1101 | ↗1104 | ↗1111 |
| 2017  | 2018  | 2019  | 2020  | 2021  |       |       |
| ↘1102 | ↘1078 | ↘1067 | ↘1052 | ↗1070 |       |       |

| Национальность | Численность (2010) | Процент |
| -------------- | ------------------ | ------- |
| Русские        | 727                | 66,7%   |
| Казахи         | 352                | 32,3%   |
| Татары         | 6                  | 0,6%    |
| Не указана     | 5                  | 0,5%    |
| Всего          | 1090               | 100%    |